# Route d'Occitanie 2021
Route d'Occitanie 2021 var den 45. udgave af det franske etapeløb Route d'Occitanie. Cykelløbets fire etaper blev kørt fra 10. til 13. juni 2021. Løbet var en del af UCI Europe Tour 2021.
Løbets vinder blev spanske Antonio Pedrero fra Movistar Team.

## Etaperne
| Etape    | Dato     | Start – Mål                           | type              | Afstand (km) | Etapevinder     | Førende rytter  |
| -------- | -------- | ------------------------------------- | ----------------- | ------------ | --------------- | --------------- |
| 1. etape | 10. jun. | Cazouls-lès-Béziers – Lacaune         | middel bjergetape | 156,5        | Andrea Vendrame | Andrea Vendrame |
| 2. etape | 11. jun. | Villefranche-de-Rouergue – Auch       | flad etape        | 198,7        | Arnaud Démare   | Andrea Vendrame |
| 3. etape | 12. jun. | Pierrefitte-Nestalas – Le Mourtis     | bjergetape        | 191,8        | Antonio Pedrero | Antonio Pedrero |
| 4. etape | 13. jun. | Lavelanet – Duilhac-sous-Peyrepertuse | middel bjergetape | 151,2        | Magnus Cort     | Antonio Pedrero |

### 1. etape
| Cazouls-lès-Béziers - Lacaune | middel bjergetape | (156,5 km) |

| \| Etaperesultat \| Etaperesultat \| Etaperesultat \| Etaperesultat \| Etaperesultat \| \| Rytter \| Rytter \| Hold \| Tid \| \| \| ------------- \| ----------------- \| ---------------------- \| ------------- \| ------------- \| \| 1. \| Andrea Vendrame \| AG2R Citroën Team \| 3t 59' 41" \| \| \| 2. \| Magnus Cort \| EF Education-Nippo \| + 4" \| \| \| 3. \| Jacopo Mosca \| Trek-Segafredo \| + 4" \| \| \| 4. \| Luis León Sánchez \| Astana-Premier Tech \| + 4" \| \| \| 5. \| Jesús Herrada \| Cofidis \| + 4" \| \| \| 6. \| Ben Swift \| Ineos Grenadiers \| + 4" \| \| \| 7. \| Tony Gallopin \| AG2R Citroën Team \| + 4" \| \| \| 8. \| Romain Hardy \| Arkéa-Samsic \| + 4" \| \| \| 9. \| Diego López \| Equipo Kern Pharma \| + 4" \| \| \| 10. \| Jhojan García \| Caja Rural-Seguros RGA \| + 4" \| \| |                   |                        |            |
| |                   |                        |            |
| Kilde: ProCyclingStats |                   |                        |            |
| Etaperesultat |                   |                        |            |
| Rytter | Rytter            | Hold                   | Tid        |
| 1. | Andrea Vendrame   | AG2R Citroën Team      | 3t 59' 41" |
| 2. | Magnus Cort       | EF Education-Nippo     | + 4"       |
| 3. | Jacopo Mosca      | Trek-Segafredo         | + 4"       |
| 4. | Luis León Sánchez | Astana-Premier Tech    | + 4"       |
| 5. | Jesús Herrada     | Cofidis                | + 4"       |
| 6. | Ben Swift         | Ineos Grenadiers       | + 4"       |
| 7. | Tony Gallopin     | AG2R Citroën Team      | + 4"       |
| 8. | Romain Hardy      | Arkéa-Samsic           | + 4"       |
| 9. | Diego López       | Equipo Kern Pharma     | + 4"       |
| 10. | Jhojan García     | Caja Rural-Seguros RGA | + 4"       |

| \| Samlede stilling \| Samlede stilling \| Samlede stilling \| Samlede stilling \| Samlede stilling \| \| Rytter \| Rytter \| Hold \| Tid \| \| \| ---------------- \| ----------------- \| ------------------- \| ---------------- \| ---------------- \| \| 1. \| Andrea Vendrame \| AG2R Citroën Team \| 3t 59' 31" \| \| \| 2. \| Magnus Cort \| EF Education-Nippo \| + 8" \| \| \| 3. \| Jacopo Mosca \| Trek-Segafredo \| + 10" \| \| \| 4. \| Jon Agirre \| Equipo Kern Pharma \| + 12" \| \| \| 5. \| José Manuel Díaz \| Delko \| + 13" \| \| \| 6. \| Luis León Sánchez \| Astana-Premier Tech \| + 14" \| \| \| 7. \| Jesús Herrada \| Cofidis \| + 14" \| \| \| 8. \| Ben Swift \| Ineos Grenadiers \| + 14" \| \| \| 9. \| Tony Gallopin \| AG2R Citroën Team \| + 14" \| \| \| 10. \| Romain Hardy \| Arkéa-Samsic \| + 14" \| \| |                   |                     |            |
| |                   |                     |            |
| Kilde: ProCyclingStats |                   |                     |            |
| Samlede stilling |                   |                     |            |
| Rytter | Rytter            | Hold                | Tid        |
| 1. | Andrea Vendrame   | AG2R Citroën Team   | 3t 59' 31" |
| 2. | Magnus Cort       | EF Education-Nippo  | + 8"       |
| 3. | Jacopo Mosca      | Trek-Segafredo      | + 10"      |
| 4. | Jon Agirre        | Equipo Kern Pharma  | + 12"      |
| 5. | José Manuel Díaz  | Delko               | + 13"      |
| 6. | Luis León Sánchez | Astana-Premier Tech | + 14"      |
| 7. | Jesús Herrada     | Cofidis             | + 14"      |
| 8. | Ben Swift         | Ineos Grenadiers    | + 14"      |
| 9. | Tony Gallopin     | AG2R Citroën Team   | + 14"      |
| 10. | Romain Hardy      | Arkéa-Samsic        | + 14"      |

### 2. etape
| Villefranche-de-Rouergue - Auch | flad etape | (198,7 km) |

| \| Etaperesultat \| Etaperesultat \| Etaperesultat \| Etaperesultat \| Etaperesultat \| \| Rytter \| Rytter \| Hold \| Tid \| \| \| ------------- \| -------------------- \| ------------------------------- \| ------------- \| ------------- \| \| 1. \| Arnaud Démare \| Groupama-FDJ \| 5t 01' 31" \| \| \| 2. \| Orluis Aular \| Caja Rural-Seguros RGA \| + 0" \| \| \| 3. \| Jacopo Mosca \| Trek-Segafredo \| + 0" \| \| \| 4. \| Lorrenzo Manzin \| Total Direct Énergie \| + 0" \| \| \| 5. \| David González López \| Caja Rural-Seguros RGA \| + 0" \| \| \| 6. \| Romain Hardy \| Arkéa-Samsic \| + 0" \| \| \| 7. \| Thomas Boudat \| Arkéa-Samsic \| + 0" \| \| \| 8. \| Andrea Vendrame \| AG2R Citroën Team \| + 0" \| \| \| 9. \| Emiel Vermeulen \| Xelliss-Roubaix Lille Métropole \| + 0" \| \| \| 10. \| Lluís Mas \| Movistar Team \| + 0" \| \| |                      |                                 |            |
| |                      |                                 |            |
| Kilde: ProCyclingStats |                      |                                 |            |
| Etaperesultat |                      |                                 |            |
| Rytter | Rytter               | Hold                            | Tid        |
| 1. | Arnaud Démare        | Groupama-FDJ                    | 5t 01' 31" |
| 2. | Orluis Aular         | Caja Rural-Seguros RGA          | + 0"       |
| 3. | Jacopo Mosca         | Trek-Segafredo                  | + 0"       |
| 4. | Lorrenzo Manzin      | Total Direct Énergie            | + 0"       |
| 5. | David González López | Caja Rural-Seguros RGA          | + 0"       |
| 6. | Romain Hardy         | Arkéa-Samsic                    | + 0"       |
| 7. | Thomas Boudat        | Arkéa-Samsic                    | + 0"       |
| 8. | Andrea Vendrame      | AG2R Citroën Team               | + 0"       |
| 9. | Emiel Vermeulen      | Xelliss-Roubaix Lille Métropole | + 0"       |
| 10. | Lluís Mas            | Movistar Team                   | + 0"       |

| \| Samlede stilling \| Samlede stilling \| Samlede stilling \| Samlede stilling \| Samlede stilling \| \| Rytter \| Rytter \| Hold \| Tid \| \| \| ---------------- \| ----------------- \| ------------------- \| ---------------- \| ---------------- \| \| 1. \| Andrea Vendrame \| AG2R Citroën Team \| 9t 01' 02" \| \| \| 2. \| Jacopo Mosca \| Trek-Segafredo \| + 6" \| \| \| 3. \| Magnus Cort \| EF Education-Nippo \| + 8" \| \| \| 4. \| Jon Agirre \| Equipo Kern Pharma \| + 12" \| \| \| 5. \| José Manuel Díaz \| Delko \| + 13" \| \| \| 6. \| Romain Hardy \| Arkéa-Samsic \| + 14" \| \| \| 7. \| Ben Swift \| Ineos Grenadiers \| + 14" \| \| \| 8. \| Jesús Herrada \| Cofidis \| + 14" \| \| \| 9. \| Luis León Sánchez \| Astana-Premier Tech \| + 14" \| \| \| 10. \| Roger Adrià \| Equipo Kern Pharma \| + 14" \| \| |                   |                     |            |
| |                   |                     |            |
| Kilde: ProCyclingStats |                   |                     |            |
| Samlede stilling |                   |                     |            |
| Rytter | Rytter            | Hold                | Tid        |
| 1. | Andrea Vendrame   | AG2R Citroën Team   | 9t 01' 02" |
| 2. | Jacopo Mosca      | Trek-Segafredo      | + 6"       |
| 3. | Magnus Cort       | EF Education-Nippo  | + 8"       |
| 4. | Jon Agirre        | Equipo Kern Pharma  | + 12"      |
| 5. | José Manuel Díaz  | Delko               | + 13"      |
| 6. | Romain Hardy      | Arkéa-Samsic        | + 14"      |
| 7. | Ben Swift         | Ineos Grenadiers    | + 14"      |
| 8. | Jesús Herrada     | Cofidis             | + 14"      |
| 9. | Luis León Sánchez | Astana-Premier Tech | + 14"      |
| 10. | Roger Adrià       | Equipo Kern Pharma  | + 14"      |

### 3. etape
| Pierrefitte-Nestalas - Le Mourtis | bjergetape | (191,8 km) |

| \| Etaperesultat \| Etaperesultat \| Etaperesultat \| Etaperesultat \| Etaperesultat \| \| Rytter \| Rytter \| Hold \| Tid \| \| \| ------------- \| ------------------ \| ---------------------- \| ------------- \| ------------- \| \| 1. \| Antonio Pedrero \| Movistar Team \| 5t 22' 05" \| \| \| 2. \| Jesús Herrada \| Cofidis \| + 40" \| \| \| 3. \| Óscar Rodríguez \| Astana-Premier Tech \| + 43" \| \| \| 4. \| Cristián Rodríguez \| Total Direct Énergie \| + 46" \| \| \| 5. \| Simon Carr \| EF Education-Nippo \| + 46" \| \| \| 6. \| Giulio Ciccone \| Trek-Segafredo \| + 46" \| \| \| 7. \| Merhawi Kudus \| Astana-Premier Tech \| + 1' 18" \| \| \| 8. \| Élie Gesbert \| Arkéa-Samsic \| + 1' 21" \| \| \| 9. \| Mikel Bizkarra \| Euskaltel-Euskadi \| + 1' 23" \| \| \| 10. \| Julen Amezqueta \| Caja Rural-Seguros RGA \| + 1' 26" \| \| |                    |                        |            |
| |                    |                        |            |
| Kilde: ProCyclingStats |                    |                        |            |
| Etaperesultat |                    |                        |            |
| Rytter | Rytter             | Hold                   | Tid        |
| 1. | Antonio Pedrero    | Movistar Team          | 5t 22' 05" |
| 2. | Jesús Herrada      | Cofidis                | + 40"      |
| 3. | Óscar Rodríguez    | Astana-Premier Tech    | + 43"      |
| 4. | Cristián Rodríguez | Total Direct Énergie   | + 46"      |
| 5. | Simon Carr         | EF Education-Nippo     | + 46"      |
| 6. | Giulio Ciccone     | Trek-Segafredo         | + 46"      |
| 7. | Merhawi Kudus      | Astana-Premier Tech    | + 1' 18"   |
| 8. | Élie Gesbert       | Arkéa-Samsic           | + 1' 21"   |
| 9. | Mikel Bizkarra     | Euskaltel-Euskadi      | + 1' 23"   |
| 10. | Julen Amezqueta    | Caja Rural-Seguros RGA | + 1' 26"   |

| \| Samlede stilling \| Samlede stilling \| Samlede stilling \| Samlede stilling \| Samlede stilling \| \| Rytter \| Rytter \| Hold \| Tid \| \| \| ---------------- \| ------------------ \| ---------------------- \| ---------------- \| ---------------- \| \| 1. \| Antonio Pedrero \| Movistar Team \| 14t 23' 11" \| \| \| 2. \| Jesús Herrada \| Cofidis \| + 44" \| \| \| 3. \| Óscar Rodríguez \| Astana-Premier Tech \| + 49" \| \| \| 4. \| Giulio Ciccone \| Trek-Segafredo \| + 56" \| \| \| 5. \| Cristián Rodríguez \| Total Direct Énergie \| + 56" \| \| \| 6. \| Simon Carr \| EF Education-Nippo \| + 1' 19" \| \| \| 7. \| Merhawi Kudus \| Astana-Premier Tech \| + 1' 28" \| \| \| 8. \| Élie Gesbert \| Arkéa-Samsic \| + 1' 31" \| \| \| 9. \| Mikel Bizkarra \| Euskaltel-Euskadi \| + 1' 33" \| \| \| 10. \| Julen Amezqueta \| Caja Rural-Seguros RGA \| + 1' 36" \| \| |                    |                        |             |
| |                    |                        |             |
| Kilde: ProCyclingStats |                    |                        |             |
| Samlede stilling |                    |                        |             |
| Rytter | Rytter             | Hold                   | Tid         |
| 1. | Antonio Pedrero    | Movistar Team          | 14t 23' 11" |
| 2. | Jesús Herrada      | Cofidis                | + 44"       |
| 3. | Óscar Rodríguez    | Astana-Premier Tech    | + 49"       |
| 4. | Giulio Ciccone     | Trek-Segafredo         | + 56"       |
| 5. | Cristián Rodríguez | Total Direct Énergie   | + 56"       |
| 6. | Simon Carr         | EF Education-Nippo     | + 1' 19"    |
| 7. | Merhawi Kudus      | Astana-Premier Tech    | + 1' 28"    |
| 8. | Élie Gesbert       | Arkéa-Samsic           | + 1' 31"    |
| 9. | Mikel Bizkarra     | Euskaltel-Euskadi      | + 1' 33"    |
| 10. | Julen Amezqueta    | Caja Rural-Seguros RGA | + 1' 36"    |

### 4. etape
| Lavelanet - Duilhac-sous-Peyrepertuse | middel bjergetape | (151,2 km) |

| \| Etaperesultat \| Etaperesultat \| Etaperesultat \| Etaperesultat \| Etaperesultat \| \| Rytter \| Rytter \| Hold \| Tid \| \| \| ------------- \| ------------------- \| ---------------------- \| ------------- \| ------------- \| \| 1. \| Magnus Cort \| EF Education-Nippo \| 3t 42' 54" \| \| \| 2. \| Gianluca Brambilla \| Trek-Segafredo \| + 18" \| \| \| 3. \| Tony Gallopin \| AG2R Citroën Team \| + 34" \| \| \| 4. \| Jesús Herrada \| Cofidis \| + 44" \| \| \| 5. \| Óscar Rodríguez \| Astana-Premier Tech \| + 54" \| \| \| 6. \| Clément Champoussin \| AG2R Citroën Team \| + 58" \| \| \| 7. \| Cristián Rodríguez \| Total Direct Énergie \| + 58" \| \| \| 8. \| Julen Amezqueta \| Caja Rural-Seguros RGA \| + 1' 04" \| \| \| 9. \| Élie Gesbert \| Arkéa-Samsic \| + 1' 08" \| \| \| 10. \| Antonio Pedrero \| Movistar Team \| + 1' 11" \| \| |                     |                        |            |
| |                     |                        |            |
| Kilde: ProCyclingStats |                     |                        |            |
| Etaperesultat |                     |                        |            |
| Rytter | Rytter              | Hold                   | Tid        |
| 1. | Magnus Cort         | EF Education-Nippo     | 3t 42' 54" |
| 2. | Gianluca Brambilla  | Trek-Segafredo         | + 18"      |
| 3. | Tony Gallopin       | AG2R Citroën Team      | + 34"      |
| 4. | Jesús Herrada       | Cofidis                | + 44"      |
| 5. | Óscar Rodríguez     | Astana-Premier Tech    | + 54"      |
| 6. | Clément Champoussin | AG2R Citroën Team      | + 58"      |
| 7. | Cristián Rodríguez  | Total Direct Énergie   | + 58"      |
| 8. | Julen Amezqueta     | Caja Rural-Seguros RGA | + 1' 04"   |
| 9. | Élie Gesbert        | Arkéa-Samsic           | + 1' 08"   |
| 10. | Antonio Pedrero     | Movistar Team          | + 1' 11"   |

## Resultater

### Samlede stilling
| \| Samlede stilling \| Samlede stilling \| Samlede stilling \| Samlede stilling \| Samlede stilling \| \| Rytter \| Rytter \| Hold \| Tid \| \| \| ---------------- \| ------------------ \| ---------------------- \| ---------------- \| ---------------- \| \| 1. \| Antonio Pedrero \| Movistar Team \| 18t 07' 16" \| \| \| 2. \| Jesús Herrada \| Cofidis \| + 25" \| \| \| 3. \| Óscar Rodríguez \| Astana-Premier Tech \| + 34" \| \| \| 4. \| Cristián Rodríguez \| Total Direct Énergie \| + 43" \| \| \| 5. \| Giulio Ciccone \| Trek-Segafredo \| + 58" \| \| \| 6. \| Élie Gesbert \| Arkéa-Samsic \| + 1' 28" \| \| \| 7. \| Julen Amezqueta \| Caja Rural-Seguros RGA \| + 1' 29" \| \| \| 8. \| Merhawi Kudus \| Astana-Premier Tech \| + 1' 30" \| \| \| 9. \| Simon Carr \| EF Education-Nippo \| + 1' 31" \| \| \| 10. \| Mikel Bizkarra \| Euskaltel-Euskadi \| + 1' 44" \| \| |                    |                        |             |
| |                    |                        |             |
| Kilde: ProCyclingStats |                    |                        |             |
| Samlede stilling |                    |                        |             |
| Rytter | Rytter             | Hold                   | Tid         |
| 1. | Antonio Pedrero    | Movistar Team          | 18t 07' 16" |
| 2. | Jesús Herrada      | Cofidis                | + 25"       |
| 3. | Óscar Rodríguez    | Astana-Premier Tech    | + 34"       |
| 4. | Cristián Rodríguez | Total Direct Énergie   | + 43"       |
| 5. | Giulio Ciccone     | Trek-Segafredo         | + 58"       |
| 6. | Élie Gesbert       | Arkéa-Samsic           | + 1' 28"    |
| 7. | Julen Amezqueta    | Caja Rural-Seguros RGA | + 1' 29"    |
| 8. | Merhawi Kudus      | Astana-Premier Tech    | + 1' 30"    |
| 9. | Simon Carr         | EF Education-Nippo     | + 1' 31"    |
| 10. | Mikel Bizkarra     | Euskaltel-Euskadi      | + 1' 44"    |

### Pointkonkurrencen
| Pointkonkurrence | Pointkonkurrence   | Pointkonkurrence    | Pointkonkurrence | Pointkonkurrence |
| Rytter           | Rytter             | Hold                | Point            |                  |
| ---------------- | ------------------ | ------------------- | ---------------- | ---------------- |
| 1.               | Andrea Vendrame    | AG2R Citroën Team   | 34 point         |                  |
| 2.               | Magnus Cort        | EF Education-Nippo  | 32 point         |                  |
| 3.               | Jesús Herrada      | Cofidis             | 32 point         |                  |
| 4.               | Jacopo Mosca       | Trek-Segafredo      | 30 point         |                  |
| 5.               | Arnaud Démare      | Groupama-FDJ        | 20 point         |                  |
| 6.               | Tony Gallopin      | AG2R Citroën Team   | 20 point         |                  |
| 7.               | Romain Hardy       | Arkéa-Samsic        | 18 point         |                  |
| 8.               | Óscar Rodríguez    | Astana-Premier Tech | 17 point         |                  |
| 9.               | Antonio Pedrero    | Movistar Team       | 16 point         |                  |
| 10.              | Gianluca Brambilla | Trek-Segafredo      | 13 point         |                  |

### Bjergkonkurrencen
| Bjergkonkurrence | Bjergkonkurrence   | Bjergkonkurrence       | Bjergkonkurrence | Bjergkonkurrence |
| Rytter           | Rytter             | Hold                   | Point            |                  |
| ---------------- | ------------------ | ---------------------- | ---------------- | ---------------- |
| 1.               | Álvaro Cuadros     | Caja Rural-Seguros RGA | 40 point         |                  |
| 2.               | Tony Gallopin      | AG2R Citroën Team      | 16 point         |                  |
| 3.               | Daniel Navarro     | Burgos-BH              | 16 point         |                  |
| 4.               | Gianluca Brambilla | Trek-Segafredo         | 14 point         |                  |
| 5.               | Mikel Iturria      | Euskaltel-Euskadi      | 14 point         |                  |
| 6.               | Juri Hollmann      | Movistar Team          | 14 point         |                  |
| 7.               | Magnus Cort        | EF Education-Nippo     | 13 point         |                  |
| 8.               | Jesús Herrada      | Cofidis                | 12 point         |                  |
| 9.               | Antonio Pedrero    | Movistar Team          | 10 point         |                  |
| 10.              | Ángel Madrazo      | Burgos-BH              | 9 point          |                  |

### Ungdomskonkurrencen
| Ungdomskonkurrence | Ungdomskonkurrence  | Ungdomskonkurrence     | Ungdomskonkurrence | Ungdomskonkurrence |
| Rytter             | Rytter              | Hold                   | Tid                |                    |
| ------------------ | ------------------- | ---------------------- | ------------------ | ------------------ |
| 1.                 | Simon Carr          | EF Education-Nippo     | 18t 08' 47"        |                    |
| 2.                 | José Félix Parra    | Equipo Kern Pharma     | + 45"              |                    |
| 3.                 | Joan Bou            | Euskaltel-Euskadi      | + 54"              |                    |
| 4.                 | Clément Berthet     | Delko                  | + 1' 06"           |                    |
| 5.                 | Roger Adrià         | Equipo Kern Pharma     | + 1' 46"           |                    |
| 6.                 | Jon Agirre          | Equipo Kern Pharma     | + 2' 29"           |                    |
| 7.                 | Hugo Toumire        | VC Rouen 76            | + 2' 33"           |                    |
| 8.                 | Clément Champoussin | AG2R Citroën Team      | + 3' 03"           |                    |
| 9.                 | Jhojan García       | Caja Rural-Seguros RGA | + 3' 17"           |                    |
| 10.                | Jurij Natarov       | Astana-Premier Tech    | + 5' 17"           |                    |

### Holdkonkurrencen
| Holdkonkurrence | Holdkonkurrence        | Holdkonkurrence | Holdkonkurrence |
| Hold            | Hold                   | Tid             |                 |
| --------------- | ---------------------- | --------------- | --------------- |
| 1.              | Astana-Premier Tech    | 54t 30' 44"     |                 |
| 2.              | Equipo Kern Pharma     | + 39"           |                 |
| 3.              | Trek-Segafredo         | + 1' 54"        |                 |
| 4.              | Euskaltel-Euskadi      | + 7' 09"        |                 |
| 5.              | Arkéa-Samsic           | + 12' 01"       |                 |
| 6.              | Movistar Team          | + 12' 57"       |                 |
| 7.              | Caja Rural-Seguros RGA | + 13' 17"       |                 |
| 8.              | AG2R Citroën Team      | + 15' 10"       |                 |
| 9.              | Delko                  | + 21' 37"       |                 |
| 10.             | EF Education-Nippo     | + 31' 54"       |                 |

## Hold og ryttere
| UCI WorldTeams (8)- AG2R Citroën Team - Astana-Premier Tech - Cofidis - EF Education-Nippo - Groupama-FDJ - Ineos Grenadiers - Movistar Team - Trek-Segafredo UCI ProTeams (8)- B&B Hotels p/b KTM - Burgos-BH - Caja Rural-Seguros RGA - Delko - Equipo Kern Pharma - Euskaltel-Euskadi - Arkéa-Samsic - Total Direct Énergie UCI Kontinentalhold (3)- Saint Michel-Auber 93 - Bike Aid - Xelliss-Roubaix Lille Métropole Landshold- Frankrig |
| |

### Danske ryttere
| Danske ryttere på startlisten |                   |                    |           |
| Rygnummer                     | Rytter            | Hold               | Placering |
| 95                            | Mathias Norsgaard | Movistar Team      | 97        |
| 115                           | Magnus Cort       | EF Education-Nippo | 30        |

* DNF = gennemførte ikke

### Startliste
| Ineos Grenadiers IGD | Ineos Grenadiers IGD | Ineos Grenadiers IGD |
| -------------------- | -------------------- | -------------------- |
| Nr.                  | Rytter               | Placering            |
| 1                    | Ben Swift (GBR)      | 33.                  |
| 2                    | Leonardo Basso (ITA) | 71.                  |
| 3                    | Owain Doull (GBR)    | 48.                  |
| 4                    | Brandon Rivera (COL) | DNF-4                |
| 5                    | Cameron Wurf (AUS)   | 46.                  |

| Total Direct Énergie TDE | Total Direct Énergie TDE | Total Direct Énergie TDE |
| ------------------------ | ------------------------ | ------------------------ |
| Nr.                      | Rytter                   | Placering                |
| 11                       | Cristián Rodríguez (ESP) | 4.                       |
| 12                       | Alexandre Geniez (FRA)   | 57.                      |
| 13                       | Jérémy Cabot (FRA)       | 32.                      |
| 14                       | Marlon Gaillard (FRA)    | 94.                      |
| 15                       | Valentin Ferron (FRA)    | 77.                      |
| 16                       | Fabien Grellier (FRA)    | 42.                      |
| 17                       | Lorrenzo Manzin (FRA)    | 89.                      |

| Astana-Premier Tech APT | Astana-Premier Tech APT | Astana-Premier Tech APT |
| ----------------------- | ----------------------- | ----------------------- |
| Nr.                     | Rytter                  | Placering               |
| 21                      | Luis León Sánchez (ESP) | 36.                     |
| 22                      | Gleb Brussenskij (KAZ)  | DNF-1                   |
| 23                      | Jevgenij Fedorov (KAZ)  | 96.                     |
| 24                      | Merhawi Kudus (ERI)     | 8.                      |
| 25                      | Jurij Natarov (KAZ)     | 24.                     |
| 26                      | Dmitrij Gruzdev (KAZ)   | 78.                     |
| 27                      | Óscar Rodríguez (ESP)   | 3.                      |

| Groupama-FDJ GFC | Groupama-FDJ GFC          | Groupama-FDJ GFC |
| ---------------- | ------------------------- | ---------------- |
| Nr.              | Rytter                    | Placering        |
| 31               | Arnaud Démare (FRA)       | 104.             |
| 32               | Jacopo Guarnieri (ITA)    | 38.              |
| 33               | Ramon Sinkeldam (NED)     | 103.             |
| 34               | Miles Scotson (AUS)       | 75.              |
| 35               | Ignatas Konovalovas (LTU) | 67.              |
| 36               | Clément Davy (FRA)        | 100.             |
| 37               | Anthony Roux (FRA)        | 56.              |

| Trek-Segafredo TFS | Trek-Segafredo TFS       | Trek-Segafredo TFS |
| ------------------ | ------------------------ | ------------------ |
| Nr.                | Rytter                   | Placering          |
| 41                 | Giulio Ciccone (ITA)     | 5.                 |
| 43                 | Gianluca Brambilla (ITA) | 22.                |
| 45                 | Juan Pedro López (ESP)   | 53.                |
| 46                 | Jacopo Mosca (ITA)       | 38.                |
| 47                 | Michel Ries (LUX)        | 26.                |

| Arkéa-Samsic ARK | Arkéa-Samsic ARK     | Arkéa-Samsic ARK |
| ---------------- | -------------------- | ---------------- |
| Nr.              | Rytter               | Placering        |
| 51               | Élie Gesbert (FRA)   | 6.               |
| 52               | Thomas Boudat (FRA)  | DNF-4            |
| 53               | Romain Hardy (FRA)   | 25.              |
| 54               | Kévin Ledanois (FRA) | 35.              |
| 55               | Matis Louvel (FRA)   | 59.              |
| 56               | Dayer Quintana (COL) | 58.              |
| 57               | Diego Rosa (ITA)     | 50.              |

| B&B Hotels p/b KTM BBK | B&B Hotels p/b KTM BBK      | B&B Hotels p/b KTM BBK |
| ---------------------- | --------------------------- | ---------------------- |
| Nr.                    | Rytter                      | Placering              |
| 61                     | Alan Boileau (FRA)          |                        |
| 62                     | Nicola Bagioli (ITA)        | 92.                    |
| 63                     | Julien Morice (FRA)         | 88.                    |
| 64                     | Maxime Cam (FRA)            | DNF-4                  |
| 65                     | Thibault Ferasse (FRA)      | DNF-3                  |
| 66                     | Luca Mozzato (ITA)          | 101.                   |
| 67                     | Sebastian Schönberger (AUT) | 20.                    |

| Cofidis COF | Cofidis COF            | Cofidis COF |
| ----------- | ---------------------- | ----------- |
| Nr.         | Rytter                 | Placering   |
| 71          | Jesús Herrada (ESP)    | 2.          |
| 72          | André Carvalho (POR)   | 84.         |
| 73          | Thomas Champion (FRA)  | 66.         |
| 74          | Fernando Barceló (ESP) | 41.         |
| 75          | Eddy Finé (FRA)        | 73.         |
| 76          | José Herrada (ESP)     | 55.         |

| AG2R Citroën Team ACT | AG2R Citroën Team ACT     | AG2R Citroën Team ACT |
| --------------------- | ------------------------- | --------------------- |
| Nr.                   | Rytter                    | Placering             |
| 81                    | Lilian Calmejane (FRA)    | 90.                   |
| 82                    | Clément Champoussin (FRA) | 19.                   |
| 83                    | Stan Dewulf (BEL)         | 63.                   |
| 84                    | Julien Duval (FRA)        | DNF-3                 |
| 85                    | Tony Gallopin (FRA)       | 28.                   |
| 86                    | Andrea Vendrame (ITA)     | 34.                   |
| 87                    | Nicolas Prodhomme (FRA)   | 44.                   |

| Movistar Team MOV | Movistar Team MOV       | Movistar Team MOV |
| ----------------- | ----------------------- | ----------------- |
| Nr.               | Rytter                  | Placering         |
| 91                | Gregor Mühlberger (AUT) | 16.               |
| 92                | Juri Hollmann (GER)     | 39.               |
| 93                | Iñigo Elosegui (ESP)    | 70.               |
| 94                | Sebastián Mora (ESP)    | 102.              |
| 95                | Mathias Norsgaard (DEN) |                   |
| 96                | Antonio Pedrero (ESP)   | 1.                |
| 97                | Lluís Mas (ESP)         | 37.               |

| Equipo Kern Pharma EKP | Equipo Kern Pharma EKP     | Equipo Kern Pharma EKP |
| ---------------------- | -------------------------- | ---------------------- |
| Nr.                    | Rytter                     | Placering              |
| 101                    | Diego López (ESP)          | 54.                    |
| 102                    | José Félix Parra (ESP)     | 11.                    |
| 103                    | Ibon Ruiz (ESP)            | 82.                    |
| 104                    | Roger Adrià (ESP)          | 14.                    |
| 105                    | Martí Márquez (ESP)        | 43.                    |
| 106                    | Carlos García Pierna (ESP) | 29.                    |
| 107                    | Jon Agirre (ESP)           | 15.                    |

| EF Education-Nippo EFN | EF Education-Nippo EFN | EF Education-Nippo EFN |
| ---------------------- | ---------------------- | ---------------------- |
| Nr.                    | Rytter                 | Placering              |
| 111                    | Simon Carr (GBR)       | 9.                     |
| 112                    | Will Barta (USA)       | 64.                    |
| 113                    | Mitchell Docker (AUS)  | 85.                    |
| 114                    | Lachlan Morton (AUS)   | 91.                    |
| 115                    | Magnus Cort (DEN)      | 30.                    |
| 116                    | Logan Owen (USA)       | 65.                    |
| 117                    | Alberto Bettiol (ITA)  | DNF-3                  |

| Bike Aid BAI | Bike Aid BAI               | Bike Aid BAI |
| ------------ | -------------------------- | ------------ |
| Nr.          | Rytter                     | Placering    |
| 121          | Erik Bergström Frisk (SWE) | DNF-1        |
| 122          | Lucas Carstensen (GER)     | DNF-3        |
| 123          | Salim Kipkemboi (KEN)      |              |
| 124          | Mekseb Debesay (ERI)       |              |
| 125          | Marco König (GER)          | 106.         |
| 126          | Adne van Engelen (NED)     | 99.          |
| 127          | Charles Kagimu (UGA)       | DNF-4        |

| Caja Rural-Seguros RGA CJR | Caja Rural-Seguros RGA CJR | Caja Rural-Seguros RGA CJR |
| -------------------------- | -------------------------- | -------------------------- |
| Nr.                        | Rytter                     | Placering                  |
| 131                        | Orluis Aular (VEN)         |                            |
| 132                        | Julen Amezqueta (ESP)      | 7.                         |
| 133                        | Álvaro Cuadros (ESP)       | 47.                        |
| 134                        | Jhojan García (COL)        | 19.                        |
| 135                        | Jokin Murguialday (ESP)    | 52.                        |
| 136                        | David González López (ESP) | 87.                        |
| 137                        | Héctor Sáez (ESP)          | DNF-3                      |

| Xelliss-Roubaix Lille Métropole XRL | Xelliss-Roubaix Lille Métropole XRL | Xelliss-Roubaix Lille Métropole XRL |
| ----------------------------------- | ----------------------------------- | ----------------------------------- |
| Nr.                                 | Rytter                              | Placering                           |
| 141                                 | Mathias De Witte (BEL)              | DNF-3                               |
| 142                                 | Ivan Centrone (LUX)                 | DNF-1                               |
| 143                                 | Maximilien Picoux (BEL)             | DNS                                 |
| 144                                 | Samuel Leroux (FRA)                 | 95.                                 |
| 145                                 | Julien Antomarchi (FRA)             | DNS                                 |
| 146                                 | Maxime Urruty (FRA)                 | DNS                                 |
| 147                                 | Emiel Vermeulen (BEL)               | DNF-4                               |

| Euskaltel-Euskadi EUS | Euskaltel-Euskadi EUS | Euskaltel-Euskadi EUS |
| --------------------- | --------------------- | --------------------- |
| Nr.                   | Rytter                | Placering             |
| 151                   | Mikel Bizkarra (ESP)  | 10.                   |
| 152                   | Iker Ballarin (ESP)   | 79.                   |
| 153                   | Joan Bou (ESP)        | 12.                   |
| 154                   | Garikoitz Bravo (ESP) | 49.                   |
| 155                   | Unai Cuadrado (ESP)   | DNF-1                 |
| 156                   | Mikel Iturria (ESP)   | 31.                   |
| 157                   | Txomin Juaristi (ESP) | 51.                   |

| Delko DKO | Delko DKO                  | Delko DKO |
| --------- | -------------------------- | --------- |
| Nr.       | Rytter                     | Placering |
| 161       | José Manuel Díaz (ESP)     | 27.       |
| 162       | Clément Berthet (FRA)      | 13.       |
| 163       | Alexandre Delettre (FRA)   | 74.       |
| 164       | Delio Fernández (ESP)      | 60.       |
| 165       | Eduard-Michael Grosu (ROU) | DNF-3     |
| 166       | Eduard Prades (ESP)        | 83.       |
| 167       | Julien Trarieux (FRA)      | 72.       |

| Saint Michel-Auber 93 AUB | Saint Michel-Auber 93 AUB | Saint Michel-Auber 93 AUB |
| ------------------------- | ------------------------- | ------------------------- |
| Nr.                       | Rytter                    | Placering                 |
| 171                       | Stéphane Rossetto (FRA)   | 23.                       |
| 172                       | Romain Cardis (FRA)       | DNF-4                     |
| 173                       | Adrien Guillonnet (FRA)   | 62.                       |
| 174                       | Morne van Niekerk (RSA)   | 98.                       |
| 175                       | Anthony Maldonado (FRA)   | 81.                       |
| 176                       | Flavien Maurelet (FRA)    | 80.                       |
| 177                       | Yoann Paillot (FRA)       | DNF-3                     |

| Burgos-BH BBH | Burgos-BH BBH            | Burgos-BH BBH |
| ------------- | ------------------------ | ------------- |
| Nr.           | Rytter                   | Placering     |
| 181           | Daniel Navarro (ESP)     | 40.           |
| 182           | Victor Langellotti (MON) | 76.           |
| 183           | Ander Okamika (ESP)      | 21.           |
| 184           | Jesús Ezquerra (ESP)     | DNS           |
| 185           | Alex Molenaar (NED)      | DNF-3         |
| 186           | Óscar Cabedo (ESP)       | 86.           |
| 187           | Ángel Madrazo (ESP)      | 69.           |

| Frankrig FRA | Frankrig FRA        | Frankrig FRA |
| ------------ | ------------------- | ------------ |
| Nr.          | Rytter              | Placering    |
| 191          | Alex Baudin         | 61.          |
| 192          | Clément Braz Afonso | 68.          |
| 193          | Thomas Bonnet       | 93.          |
| 194          | Alan Jousseaume     | 45.          |
| 195          | Valentin Retailleau | 107.         |
| 196          | Hugo Toumire        | 17.          |
| 197          | Axel Zingle         | DNF-2        |

| Ineos Grenadiers IGD | Ineos Grenadiers IGD | Ineos Grenadiers IGD |
| -------------------- | -------------------- | -------------------- |
| Nr.                  | Rytter               | Placering            |
| 1                    | Ben Swift (GBR)      | 33.                  |
| 2                    | Leonardo Basso (ITA) | 71.                  |
| 3                    | Owain Doull (GBR)    | 48.                  |
| 4                    | Brandon Rivera (COL) | DNF-4                |
| 5                    | Cameron Wurf (AUS)   | 46.                  |

| Total Direct Énergie TDE | Total Direct Énergie TDE | Total Direct Énergie TDE |
| ------------------------ | ------------------------ | ------------------------ |
| Nr.                      | Rytter                   | Placering                |
| 11                       | Cristián Rodríguez (ESP) | 4.                       |
| 12                       | Alexandre Geniez (FRA)   | 57.                      |
| 13                       | Jérémy Cabot (FRA)       | 32.                      |
| 14                       | Marlon Gaillard (FRA)    | 94.                      |
| 15                       | Valentin Ferron (FRA)    | 77.                      |
| 16                       | Fabien Grellier (FRA)    | 42.                      |
| 17                       | Lorrenzo Manzin (FRA)    | 89.                      |

| Astana-Premier Tech APT | Astana-Premier Tech APT | Astana-Premier Tech APT |
| ----------------------- | ----------------------- | ----------------------- |
| Nr.                     | Rytter                  | Placering               |
| 21                      | Luis León Sánchez (ESP) | 36.                     |
| 22                      | Gleb Brussenskij (KAZ)  | DNF-1                   |
| 23                      | Jevgenij Fedorov (KAZ)  | 96.                     |
| 24                      | Merhawi Kudus (ERI)     | 8.                      |
| 25                      | Jurij Natarov (KAZ)     | 24.                     |
| 26                      | Dmitrij Gruzdev (KAZ)   | 78.                     |
| 27                      | Óscar Rodríguez (ESP)   | 3.                      |

| Groupama-FDJ GFC | Groupama-FDJ GFC          | Groupama-FDJ GFC |
| ---------------- | ------------------------- | ---------------- |
| Nr.              | Rytter                    | Placering        |
| 31               | Arnaud Démare (FRA)       | 104.             |
| 32               | Jacopo Guarnieri (ITA)    | 38.              |
| 33               | Ramon Sinkeldam (NED)     | 103.             |
| 34               | Miles Scotson (AUS)       | 75.              |
| 35               | Ignatas Konovalovas (LTU) | 67.              |
| 36               | Clément Davy (FRA)        | 100.             |
| 37               | Anthony Roux (FRA)        | 56.              |

| Trek-Segafredo TFS | Trek-Segafredo TFS       | Trek-Segafredo TFS |
| ------------------ | ------------------------ | ------------------ |
| Nr.                | Rytter                   | Placering          |
| 41                 | Giulio Ciccone (ITA)     | 5.                 |
| 43                 | Gianluca Brambilla (ITA) | 22.                |
| 45                 | Juan Pedro López (ESP)   | 53.                |
| 46                 | Jacopo Mosca (ITA)       | 38.                |
| 47                 | Michel Ries (LUX)        | 26.                |

| Arkéa-Samsic ARK | Arkéa-Samsic ARK     | Arkéa-Samsic ARK |
| ---------------- | -------------------- | ---------------- |
| Nr.              | Rytter               | Placering        |
| 51               | Élie Gesbert (FRA)   | 6.               |
| 52               | Thomas Boudat (FRA)  | DNF-4            |
| 53               | Romain Hardy (FRA)   | 25.              |
| 54               | Kévin Ledanois (FRA) | 35.              |
| 55               | Matis Louvel (FRA)   | 59.              |
| 56               | Dayer Quintana (COL) | 58.              |
| 57               | Diego Rosa (ITA)     | 50.              |

| B&B Hotels p/b KTM BBK | B&B Hotels p/b KTM BBK      | B&B Hotels p/b KTM BBK |
| ---------------------- | --------------------------- | ---------------------- |
| Nr.                    | Rytter                      | Placering              |
| 61                     | Alan Boileau (FRA)          |                        |
| 62                     | Nicola Bagioli (ITA)        | 92.                    |
| 63                     | Julien Morice (FRA)         | 88.                    |
| 64                     | Maxime Cam (FRA)            | DNF-4                  |
| 65                     | Thibault Ferasse (FRA)      | DNF-3                  |
| 66                     | Luca Mozzato (ITA)          | 101.                   |
| 67                     | Sebastian Schönberger (AUT) | 20.                    |

| Cofidis COF | Cofidis COF            | Cofidis COF |
| ----------- | ---------------------- | ----------- |
| Nr.         | Rytter                 | Placering   |
| 71          | Jesús Herrada (ESP)    | 2.          |
| 72          | André Carvalho (POR)   | 84.         |
| 73          | Thomas Champion (FRA)  | 66.         |
| 74          | Fernando Barceló (ESP) | 41.         |
| 75          | Eddy Finé (FRA)        | 73.         |
| 76          | José Herrada (ESP)     | 55.         |

| AG2R Citroën Team ACT | AG2R Citroën Team ACT     | AG2R Citroën Team ACT |
| --------------------- | ------------------------- | --------------------- |
| Nr.                   | Rytter                    | Placering             |
| 81                    | Lilian Calmejane (FRA)    | 90.                   |
| 82                    | Clément Champoussin (FRA) | 19.                   |
| 83                    | Stan Dewulf (BEL)         | 63.                   |
| 84                    | Julien Duval (FRA)        | DNF-3                 |
| 85                    | Tony Gallopin (FRA)       | 28.                   |
| 86                    | Andrea Vendrame (ITA)     | 34.                   |
| 87                    | Nicolas Prodhomme (FRA)   | 44.                   |

| Movistar Team MOV | Movistar Team MOV       | Movistar Team MOV |
| ----------------- | ----------------------- | ----------------- |
| Nr.               | Rytter                  | Placering         |
| 91                | Gregor Mühlberger (AUT) | 16.               |
| 92                | Juri Hollmann (GER)     | 39.               |
| 93                | Iñigo Elosegui (ESP)    | 70.               |
| 94                | Sebastián Mora (ESP)    | 102.              |
| 95                | Mathias Norsgaard (DEN) |                   |
| 96                | Antonio Pedrero (ESP)   | 1.                |
| 97                | Lluís Mas (ESP)         | 37.               |

| Equipo Kern Pharma EKP | Equipo Kern Pharma EKP     | Equipo Kern Pharma EKP |
| ---------------------- | -------------------------- | ---------------------- |
| Nr.                    | Rytter                     | Placering              |
| 101                    | Diego López (ESP)          | 54.                    |
| 102                    | José Félix Parra (ESP)     | 11.                    |
| 103                    | Ibon Ruiz (ESP)            | 82.                    |
| 104                    | Roger Adrià (ESP)          | 14.                    |
| 105                    | Martí Márquez (ESP)        | 43.                    |
| 106                    | Carlos García Pierna (ESP) | 29.                    |
| 107                    | Jon Agirre (ESP)           | 15.                    |

| EF Education-Nippo EFN | EF Education-Nippo EFN | EF Education-Nippo EFN |
| ---------------------- | ---------------------- | ---------------------- |
| Nr.                    | Rytter                 | Placering              |
| 111                    | Simon Carr (GBR)       | 9.                     |
| 112                    | Will Barta (USA)       | 64.                    |
| 113                    | Mitchell Docker (AUS)  | 85.                    |
| 114                    | Lachlan Morton (AUS)   | 91.                    |
| 115                    | Magnus Cort (DEN)      | 30.                    |
| 116                    | Logan Owen (USA)       | 65.                    |
| 117                    | Alberto Bettiol (ITA)  | DNF-3                  |

| Bike Aid BAI | Bike Aid BAI               | Bike Aid BAI |
| ------------ | -------------------------- | ------------ |
| Nr.          | Rytter                     | Placering    |
| 121          | Erik Bergström Frisk (SWE) | DNF-1        |
| 122          | Lucas Carstensen (GER)     | DNF-3        |
| 123          | Salim Kipkemboi (KEN)      |              |
| 124          | Mekseb Debesay (ERI)       |              |
| 125          | Marco König (GER)          | 106.         |
| 126          | Adne van Engelen (NED)     | 99.          |
| 127          | Charles Kagimu (UGA)       | DNF-4        |

| Caja Rural-Seguros RGA CJR | Caja Rural-Seguros RGA CJR | Caja Rural-Seguros RGA CJR |
| -------------------------- | -------------------------- | -------------------------- |
| Nr.                        | Rytter                     | Placering                  |
| 131                        | Orluis Aular (VEN)         |                            |
| 132                        | Julen Amezqueta (ESP)      | 7.                         |
| 133                        | Álvaro Cuadros (ESP)       | 47.                        |
| 134                        | Jhojan García (COL)        | 19.                        |
| 135                        | Jokin Murguialday (ESP)    | 52.                        |
| 136                        | David González López (ESP) | 87.                        |
| 137                        | Héctor Sáez (ESP)          | DNF-3                      |

| Xelliss-Roubaix Lille Métropole XRL | Xelliss-Roubaix Lille Métropole XRL | Xelliss-Roubaix Lille Métropole XRL |
| ----------------------------------- | ----------------------------------- | ----------------------------------- |
| Nr.                                 | Rytter                              | Placering                           |
| 141                                 | Mathias De Witte (BEL)              | DNF-3                               |
| 142                                 | Ivan Centrone (LUX)                 | DNF-1                               |
| 143                                 | Maximilien Picoux (BEL)             | DNS                                 |
| 144                                 | Samuel Leroux (FRA)                 | 95.                                 |
| 145                                 | Julien Antomarchi (FRA)             | DNS                                 |
| 146                                 | Maxime Urruty (FRA)                 | DNS                                 |
| 147                                 | Emiel Vermeulen (BEL)               | DNF-4                               |

| Euskaltel-Euskadi EUS | Euskaltel-Euskadi EUS | Euskaltel-Euskadi EUS |
| --------------------- | --------------------- | --------------------- |
| Nr.                   | Rytter                | Placering             |
| 151                   | Mikel Bizkarra (ESP)  | 10.                   |
| 152                   | Iker Ballarin (ESP)   | 79.                   |
| 153                   | Joan Bou (ESP)        | 12.                   |
| 154                   | Garikoitz Bravo (ESP) | 49.                   |
| 155                   | Unai Cuadrado (ESP)   | DNF-1                 |
| 156                   | Mikel Iturria (ESP)   | 31.                   |
| 157                   | Txomin Juaristi (ESP) | 51.                   |

| Delko DKO | Delko DKO                  | Delko DKO |
| --------- | -------------------------- | --------- |
| Nr.       | Rytter                     | Placering |
| 161       | José Manuel Díaz (ESP)     | 27.       |
| 162       | Clément Berthet (FRA)      | 13.       |
| 163       | Alexandre Delettre (FRA)   | 74.       |
| 164       | Delio Fernández (ESP)      | 60.       |
| 165       | Eduard-Michael Grosu (ROU) | DNF-3     |
| 166       | Eduard Prades (ESP)        | 83.       |
| 167       | Julien Trarieux (FRA)      | 72.       |

| Saint Michel-Auber 93 AUB | Saint Michel-Auber 93 AUB | Saint Michel-Auber 93 AUB |
| ------------------------- | ------------------------- | ------------------------- |
| Nr.                       | Rytter                    | Placering                 |
| 171                       | Stéphane Rossetto (FRA)   | 23.                       |
| 172                       | Romain Cardis (FRA)       | DNF-4                     |
| 173                       | Adrien Guillonnet (FRA)   | 62.                       |
| 174                       | Morne van Niekerk (RSA)   | 98.                       |
| 175                       | Anthony Maldonado (FRA)   | 81.                       |
| 176                       | Flavien Maurelet (FRA)    | 80.                       |
| 177                       | Yoann Paillot (FRA)       | DNF-3                     |

| Burgos-BH BBH | Burgos-BH BBH            | Burgos-BH BBH |
| ------------- | ------------------------ | ------------- |
| Nr.           | Rytter                   | Placering     |
| 181           | Daniel Navarro (ESP)     | 40.           |
| 182           | Victor Langellotti (MON) | 76.           |
| 183           | Ander Okamika (ESP)      | 21.           |
| 184           | Jesús Ezquerra (ESP)     | DNS           |
| 185           | Alex Molenaar (NED)      | DNF-3         |
| 186           | Óscar Cabedo (ESP)       | 86.           |
| 187           | Ángel Madrazo (ESP)      | 69.           |

| Frankrig FRA | Frankrig FRA        | Frankrig FRA |
| ------------ | ------------------- | ------------ |
| Nr.          | Rytter              | Placering    |
| 191          | Alex Baudin         | 61.          |
| 192          | Clément Braz Afonso | 68.          |
| 193          | Thomas Bonnet       | 93.          |
| 194          | Alan Jousseaume     | 45.          |
| 195          | Valentin Retailleau | 107.         |
| 196          | Hugo Toumire        | 17.          |
| 197          | Axel Zingle         | DNF-2        |